# Cruzada de 1197
Cruzada de 1197, também conhecida como a Cruzada de Henrique VI (em alemão: Kreuzzug Heinrichs VI.) ou a Cruzada Alemã (Deutscher Kreuzzug), foi uma cruzada lançada pelo imperador Hohenstaufen Henrique VI em resposta à tentativa frustrada de seu pai, o imperador Frederico I, durante a Terceira Cruzada em 1189-90. Assim, a campanha militar também é conhecida como a "Cruzada do Imperador" (ecoando o nome "Cruzada dos Reis" dado à Terceira Cruzada).
Enquanto suas forças já estavam a caminho da Terra Santa, Henrique VI morreu antes de sua partida em Messina, em 28 de setembro de 1197. O conflito emergente pelo trono entre seu irmão Filipe da Suábia e o rival guelfo Otão de Brunsvique fez com que muitos cruzados de alto escalão retornassem à Alemanha para proteger seus interesses na próxima eleição imperial. Os nobres que permaneceram na campanha capturaram a costa do Levante entre Tiro e Trípoli antes de retornar à Alemanha. A Cruzada terminou depois que os cristãos capturaram Sídon e Beirute dos muçulmanos em 1198.

## Chamado para Cruzada

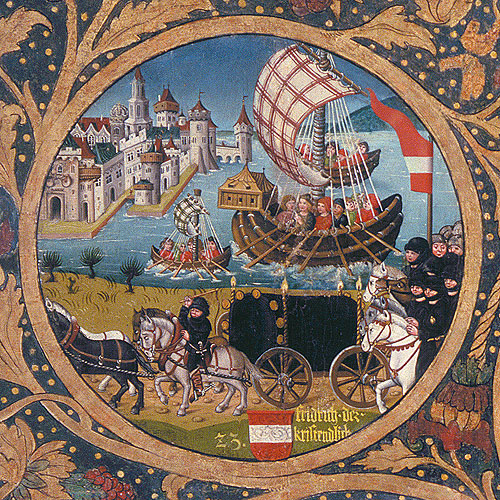
Frederico da Áustria no cruzeiro para a Terra Santa, linhagem de Babenberg, Mosteiro de Klosterneuburg, c. 1490

Durante a Semana Santa (março) de 1195, o Imperador Henrique fez uma promessa e nas celebrações da Páscoa em Bari anunciou publicamente a Cruzada. O plano original de Henrique em abril de 1195 era para uma força de 1,5 mil cavaleiros e 3 mil sargentos, mas esse total seria excedido. No verão, ele estava viajando pela Alemanha para ganhar apoiadores. Apesar do impasse da Terceira Cruzada, um grande número de nobres respondeu.
Um grande número de nobres menores também se juntou à Cruzada e em pouco tempo, de acordo com Arnold von Lübeck em seu Arnoldi Chronica Slavorum, uma poderosa hoste militar de 60 mil soldados, incluindo sete mil cavaleiros alemães, estava a caminho. Um cronista contemporâneo deu uma estimativa menor de 4 mil cavaleiros e uma quantidade desconhecida de infantaria. A historiadora alemã Claudia Naumann sugeriu em 1994 que a cruzada teve 16 mil homens, incluindo três mil cavaleiros.
Uma força de 3 mil soldados saxões e renanos em 44 navios sob o comando do Conde Palatino, do Duque de Brabante e do Arcebispo de Bremen partiu do norte da Alemanha em meados de maio, chegando a Lisboa em meados de junho. Segundo Rogério de Howden, eles pararam na Normandia e na Inglaterra no caminho. Eles capturaram a cidade de Silves, na província almóada de Algarbe, antes de entrarem no Mediterrâneo e a arrasaram. Roger registra que eles fizeram isso porque não a entregariam ao rei Sancho I de Portugal, que, tendo capturado a cidade com a ajuda dos cruzados em 1189, a perdeu novamente em 1191. Os cruzados chegaram a Messina em julho ou agosto de 1197, onde se fundiram com as tropas do imperador. A força combinada partiu de Messina em 1 de setembro e desembarcou em Acre três semanas depois.

## Campanha

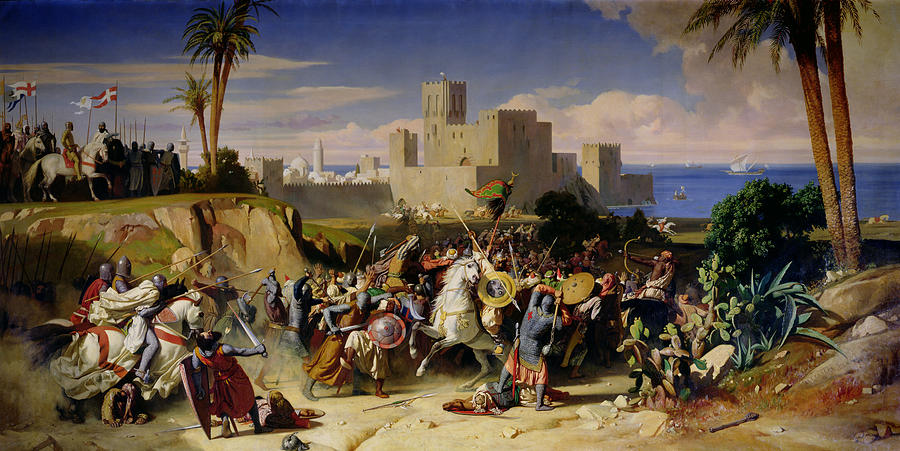
Reconquista de Beirute, Alexandre Hesse, 1842

Em 22 de setembro de 1197, um exército alemão substancial sob o comando do arquichanceler Conrado de Mainz e do marechal Henrique de Kalden desembarcou em Acre, onde sua presença despertou o descontentamento das forças francesas da rainha Isabel de Jerusalém. Como os príncipes alemães negaram a autoridade de Henrique de Kalden, eles elegeram o duque Henrique de Brabante como seu comandante e os cruzados seguiram para Tiro, iniciando uma campanha para expulsar os muçulmanos de Beirute e submeter a costa do Levante até Trípoli. Eles capturaram a rica e importante cidade de Sídon e em 24 de outubro entraram em Beirute. Com o apoio dos príncipes, o vassalo do imperador Henrique, o rei Emérico do Chipre, casou-se com a rainha Isabel e foi coroado rei de Jerusalém em 1198. Os cruzados continuaram sua campanha e, ao reconquistar as propriedades ao redor do Castelo de Biblos (Gibelete), restauraram a ligação terrestre com o Condado de Trípoli. Eles até marcharam contra Damasco e sitiaram Toron, quando a notícia da morte do imperador chegou até eles. Em julho de 1198, a maioria dos nobres havia retornado para casa para que seus feudos fossem confirmados pelo sucessor de Henrique. Os cruzados restantes concluíram outro armistício em junho de 1198 com o emir aiúbida Adil I (r. 1200–1218), que reconheceu o governo do rei Emérico sobre as terras reconquistadas.